# Lamb Ness
Lamb Ness är en halvö i Storbritannien.   Den ligger i kommunen Orkneyöarna och riksdelen Skottland, i den norra delen av landet, 900 km norr om huvudstaden London. Lamb Ness ligger på ön Stronsay.